# Naturschutzgebiet Teufelstein-Fischerwiesen

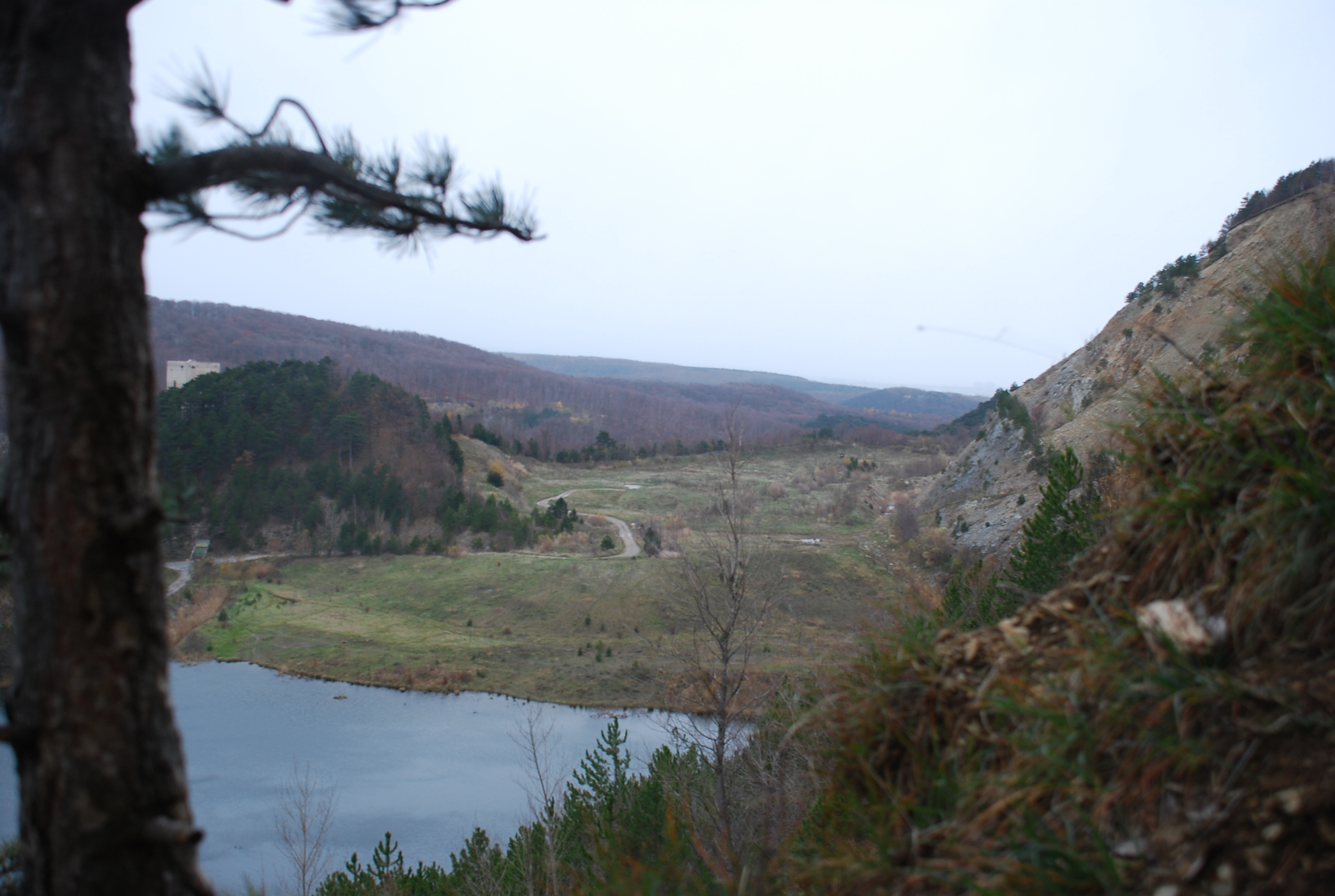
Altes Steinbruchgebiet mit See, von Südwesten

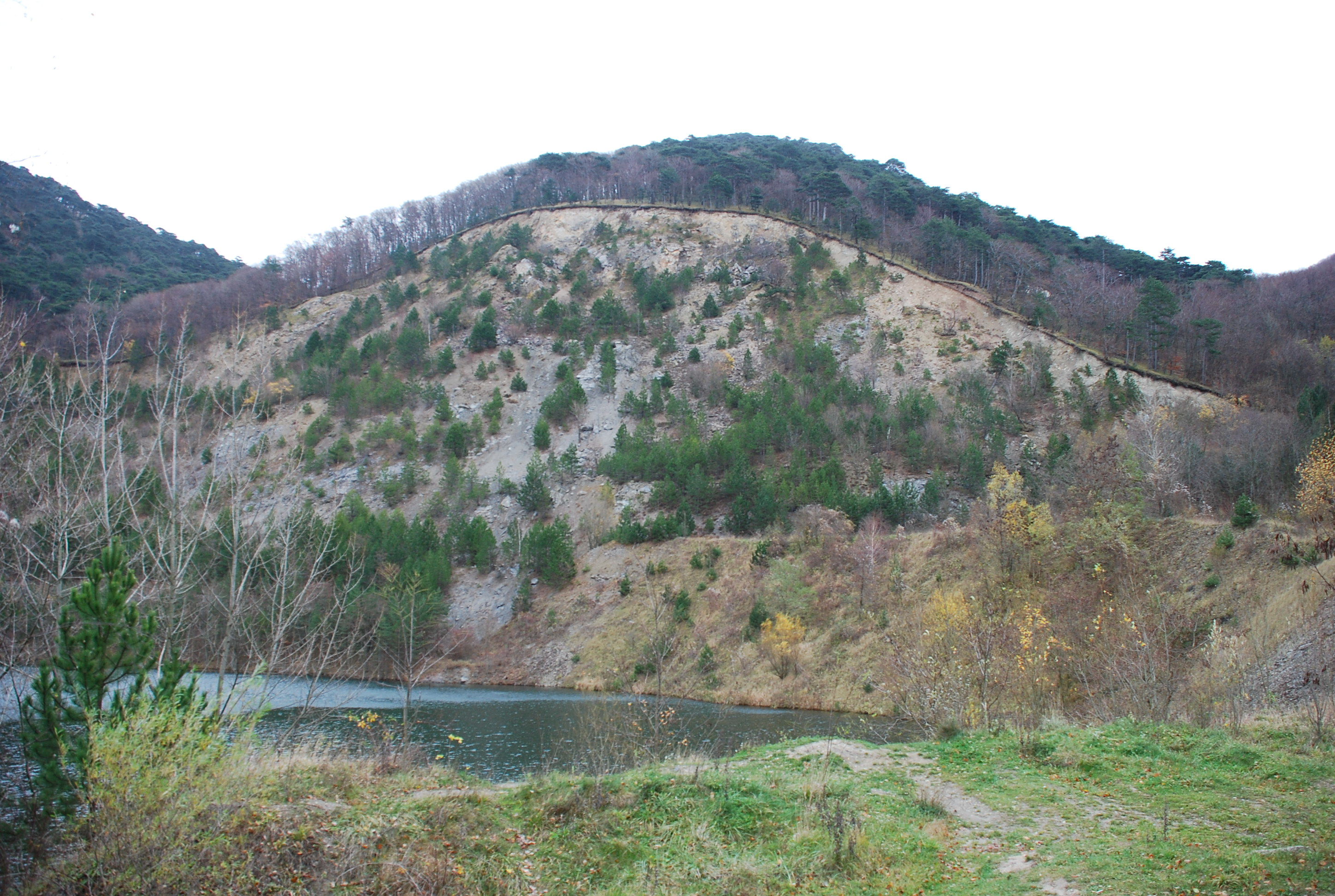
Steinbruch und See am Nordhang des Teufelstein-Berges, von Nordwesten

Das Naturschutzgebiet Teufelstein-Fischerwiesen ist ein Naturschutzgebiet in den Gemeinden Perchtoldsdorf und Kaltenleutgeben in Niederösterreich. Es steht seit 1936 unter Naturschutz und ist Teil des Biosphärenparkes Wienerwald, des Europaschutzgebietes Wienerwald-Thermenregion, des Landschaftsschutzgebietes Wienerwald und des Naturparkes Föhrenberge. 2016 wurde das Gebiet großzügig erweitert und die Bezeichnung von „Naturschutzgebiet Teufelstein“ auf „Naturschutzgebiet Teufelstein-Fischerwiesen“ geändert.

## Lage und Größe
Das Naturschutzgebiet im Tal der Dürren Liesing liegt nördlich des Parapluieberges in einem ehemaligen Steinbruchareal, das nach Ende des Abbaus nicht verfüllt wurde, sondern sich seit den 1980er Jahren natürlich entwickeln konnte. Seit 2013 gehört es großteils zum Gemeindegebiet von Kaltenleutgeben. Grundeigentümer des Naturschutzgebietes ist aber weiterhin die Marktgemeinde Perchtoldsdorf. Gemeinsam mit dem seit Jahrzehnten bestehenden Schutzgebiet Teufelstein entstand daraus im Jahr 2016 das neue Naturschutzgebiet „Teufelstein – Fischerwiesen“.

## Geschichte
Das Gebiet bestand aus Kalken und Mergeln und wurde von 1905 bis ca. 1980 durch einen großen Steinbruch östlich der historischen „Fischerwiese“ abgebaut. Aus dem Gestein wurde im Zementwerk Wien-Rodaun der Lafarge Perlmooser Zement erzeugt. Die Nordabhänge des Teufelstein-Berges und des Parapluiebergs sind heute daher weitgehend nicht mehr vorhanden. Während des Steinbruchbetriebes wurde im Bereich Fischerwiesen eintretendes Grundwasser abgepumpt. Hier lagen vor dem Steinbruchbetrieb ausgedehnte Wiesen, die von Trockenrasen über Halbtrockenrasen bis zu Feuchtwiesen und Quellaustritten eine ungewöhnliche Vielfalt beherbergten.
Oberhalb des Steinbruches lag das nur 0,98 ha große, 1936 verordnete „Naturschutzgebiet Teufelstein“. Grund für den Schutz war das Vorkommen seltener Pflanzen.
Mit der Stilllegung des Steinbruches entstand ab den 1980er Jahren ein 23 Meter tiefer Grundwassersee, der an drei Seiten von felsigen Steilufern umgeben ist – der „Steinbruchsee“.
2016 wurde das Naturschutzgebiet deutlich vergrößert: Es umfasst seither auch das Gebiet des ehemaligen Steinbruches Fischerwiesen einschließlich des dort entstandenen Sees. Der Name des Naturschutzgebietes wurde auf „Teufelstein-Fischerwiesen“ geändert, seine neue Fläche ist etwa 46 Hektar. Motiv für den Schutz ist, dass das Gebiet eines der artenreichsten z. B. an Wildbienen, Amphibien und Reptilien im ganzen Wienerwald ist und als wertvoller „Lebensraum aus zweiter Hand“ erhalten werden soll.

## Flora und Fauna
Eine große Besonderheit ist das enge Nebeneinander von Gewässern, Feuchtflächen und sehr trockenen, wärmebegünstigten Lebensräumen im Gebiet. Der Steinbruch „Fischerwiesen“ ist heute der artenreichste Amphibien- und Reptilienlebensraum im Wienerwald und der gesamten Wiener Umgebung. Er hat als Ersatzlebensraum dieser generell stark gefährdeten und geschützten Arten höchsten naturschutzfachlichen Wert. Auch für seltene Vogelarten wie den Uhu und viele besondere Insektenarten ist der Steinbruch ein überaus bedeutender und schützenswerter Lebensraum.
Neben dem über zwei Hektar großen, etwa 23 Meter tiefen und ganzjährig wasserführenden „Steinbruchsee“ gibt es zahlreiche Tümpel und Gräben. Die meisten sind nur im Winter und Frühjahr oder nach Starkregen geflutet und trocknen im Sommer oft aus. Diese beherbergen zahlreiche seltene, von Trockenheit bis Feuchtigkeit liebende Tiere und Pflanzen, die heute durch Verfüllen und Entwässern von Feuchtgebieten, Zuschütten von Tümpeln und Lacken, Zerstörung von „Gstettn“, Verwaldung, Besatz von Kleingewässern mit Fischen und vieles mehr massiv in Bedrängnis geraten sind. Aufgrund der besonderen Lage kommen sowohl Arten des kühleren, feuchteren Wienerwaldes wie Ringelnatter, Grasfrosch und Gelbbauchunke als auch ganz besonders wärmebedürftige Arten der pannonisch geprägten Thermenlinie und der Ebene des Wiener Beckens vor.
Offene Uferbereiche mit fehlender bis schütterer Vegetation und guter Sonneneinstrahlung sind für die Larvenentwicklung von Gelbbauchunke und Laubfrosch von großer Bedeutung. In kleinen, besonnten, sehr flachen und sommerlich austrocknenden Kleingewässern – auch in den „Gatsch-Lacken“ auf unbefestigten Wegen – können Feinde der Amphibienlarven wie Großlibellenlarven oder Fische nicht überleben. Für die Amphibien überwiegt in den meisten Jahren hingegen der Vorteil der fehlenden Räuber, denn viele Kaulquappen haben sich durch die wärmende Sonne schon bis zum Sommerbeginn fertig entwickelt, noch bevor die Gewässer austrocknen.
Libellenarten, die in und an stehenden Gewässern leben, profitieren von künstlich entstandenen Seen und Teichen in Steinbrüchen, Schotter- und Sandgruben und wären ohne diese heute viel seltener. Aufgrund des großen Insektenreichtums im Steinbruch ist er auch ein wichtiges Jagdgebiet für Fledermäuse.
Da nur das nordöstliche Ufer des Steinbruchsees mit Pflanzen bewachsene Flachwasserbereiche bietet, ist es für viele Tiere wichtig, dass die Wasserpflanzen nicht durch illegales Baden und Betreten der Uferlinie und Flachwasserbereiche zerstört werden.

## Gesetzlicher Schutz
Um den Schutzmaßnahmen eine noch stärkere rechtliche Grundlage zu geben, beschloss der Perchtoldsdorfer Gemeinderat im September 2015 einstimmig eine Unterschutzstellung des Gebietes als Naturschutzgebiet zu beantragen, das im Juni 2016 vom Land Niederösterreich verordnet wurde.
Seither wird nach dem Vorbild anderer nahe gelegener Schutzgebiete mit umfangreicher Öffentlichkeits- und Bildungsarbeit über Wert und Schutz des Gebietes informiert. So sollen aktuelle Nutzungsprobleme verbessert werden. Parallel dazu wird von Aufsichtsorganen gemeinsam mit der Polizei die Einhaltung der Regeln im Naturschutzgebiet kontrolliert und bei Übertretungen auch angezeigt. Ein Naturraum aus Menschenhand von herausragender ökologischer Bedeutung kann so auch für die Zukunft erhalten werden.
Mit der Marktgemeinde Perchtoldsdorf als Grundeigentümer wurde von Biologen und Ökologen ein Konzept zur nachhaltigen Sicherung des wertvollen Naturraumes „Fischerwiesen“ erarbeitet und dessen Umsetzung von der Naturschutzbehörde genehmigt. Oberste Priorität zur Erhaltung des Gebietes haben Besucherlenkung, Eindämmung weiterer Verbuschung oder Verwaldung und konsequente Bekämpfung von Neophyten, um deren weitere Ausbreitung zu verhindern.

## Gefährdung
Trotz der seit Jahrzehnten relativ ungestörten Entwicklung ist das Gebiet in den letzten Jahren neuen Gefährdungen ausgesetzt.
Durch die immer stärkere illegale Badenutzung am Steinbruchsee – verbunden mit über das Gebiet verbreiteten Feuerstellen, Müll und Fäkalien – kommt es verstärkt zur Störung von bisher ruhigen Bereichen.
Zunehmende Verbuschung und Verwaldung verringern die für Amphibien- und Reptilienarten wichtige Besonnung. Neophyten breiten sich aus und gefährden die Blütenvielfalt. Die Robinie wurde einst zur Rekultivierung gepflanzt. Sie treibt Ausläufer und bindet mit Hilfe von Bakterien in den Wurzeln Stickstoff aus der Luft. Dadurch werden aus bunten blühenden Wiesen mit der Zeit artenarme Robiniendickichte mit Brennnesseln im Unterwuchs.
Goldruten und Staudenknöterich wurden wohl mit Erdaushub eingebracht. Die Goldruten breiten sich am Ostufer des „Steinbruchsees“ und an einigen Kleingewässern stark aus. Sie können mit ihren Wurzelausläufern alle anderen Pflanzen mit der Zeit verdrängen. Für blütenbesuchende Insekten ist das ein Problem, weil die Goldrute relativ kurz und erst im Spätsommer blüht. Damit finden viele Insekten in der Zeit von April bis Juli/August kaum mehr Nahrung.
Aktuell ist die Ufervegetation am Ostufer des Sees stark degradiert. Dies ist auch anhand der 2015 untersuchten Laufkäfer-Fauna erkennbar. Feuchtigkeitsliebende, anspruchslosere Arten wie der Gelbrand-Grünkäfer sind zwar zu finden, typische anspruchsvollere Uferbewohner, die aufgrund des Lebensraumes zu erwarten wären, fehlen jedoch zurzeit.
Durch das Baden von Hunden in den Tümpeln wird Schlamm aufgewühlt und der Laich von Amphibien zerstört. Lauben (Ukelei) sowie die im Abfluss des Sees lebenden Goldfische und amerikanischen Gelbwangenschildkröten wurden hier leider von „Naturfreunden“ ausgesetzt. Das bedroht viele andere Wassertiere und die Wasserqualität. In früheren Zeiten – bevor der Mensch Fische in nahezu jedem Gewässer aussetzte – waren kleinere Gewässer meist fischfrei. Das für die Wasserqualität wichtige Plankton – Kleintiere und Algen – entwickelt sich ohne Fische vollkommen anders als in Gewässern mit Fischen. Auch am Grund lebende Gewässertiere, die durch den Abbau abgestorbener Pflanzen und Tiere das Wasser reinigen, können durch Fische dezimiert werden, was sich wiederum negativ auf die Wasserqualität auswirkt. Gerade Karpfenartige wie Goldfische und Kois tragen durch Wühltätigkeit stark zur Verschlechterung der Wasserqualität bei.
Nachdem sich die illegalen Nutzungen und Probleme – vom Baden über Lagerfeuer bis hin zum Campieren und großen Mengen an Müll und Fäkalien im Gebiet – während der COVID-Pandemie extrem verstärkten, beschloss die Grundeigentümerin Marktgemeinde Perchtoldsdorf, Maßnahmen zu setzen. So wurde im Juli 2022 der Zugang zum See abgebaggert und damit unpassierbar gemacht sowie mit einem etwa 30 m langen Zaun und entsprechenden Informationen vor Ort das Betretungsverbot deutlich gemacht. Parallel dazu erfolgt vor Ort eine intensive Informationskampagne mit Freiwilligen, Umweltschutzorganen und Wachdienst sowie Schwerpunktkontrollen mit der Polizei. Im März 2023 bekräftigte der Gemeinderat von Perchtoldsdorf, dass Badenutzung weiterhin nicht zulässig ist.